# William Woolls
William Woolls ( 30 de marzo de 1814 – 14 de marzo de 1893 ) fue un botánico, clérigo y maestro de escuela australiano.
Woolls, el noveno hijo del mercader Edward Woolls, había nacido en Winchester, Inglaterra y sido educado en la Escuela de Gramática Bishop's Waltham, y a los 16 años no pudo ingresar como becario cadete al servicio de la Compañía Británica de las Indias Orientales. Al año siguiente emigra a Australia, recalando en Sídney el 16 de abril de 1832, y pronto se oposita y gana como asistente maestro en King's School, Parramatta, habiendo trabado amistad con William Grant Broughton— luego arquidiácono de la Iglesia de Inglaterra, en Nueva Gales del Sur. Cuatro años más tarde regresa a Sídney y se mantiene siendo periodista y dando clases particulares. Luego sería maestro clásico en "Sídney College", pero lo abandona para abrir un Colegio Privado en Parramatta, que conducirá por muchos años. Se casa con Dinah Catherine Hall en 1838, y tendrán un varón y una niña antes de su deceso en un alumbramiento en 1844. En 1845, se casa con Ann Boag.
Publica dos poemas juveniles en verso, The Voyage: A Moral Poem, de 1832; y Australia: A Moral and Descriptive Poem de 1833. En 1838 saca ensayos en prosa como Miscellanies in Prose and Verse. También publica en 1841 A Short Account of the Character and Labours of the Rev. Samuel Marsden. De su amistad con el Rev. James Walker, director del King's School entre 1843 y 1848, lo hace a Woolls comenzar a interesarse en la Botánica, donde subsecuentemente desarrollará mucho trabajo en la flora de Australia. Un artículo sobre "Introduced Plants" lo acerca a la Sociedad linneana de Londres, y será electo miembro. Con otros trabajos obtendrá el grado de Ph.D. de la Universidad de Göttingen, Alemania.
En 1862 se casa con su tercera esposa, Sarah Elizabeth Lowe . En 1867 publica A Contribution to the Flora of Australia, una colección de sus artículos botánicos.
En 1873 Woolls toma las órdenes sagradas, siendo incumbente de Richmond, y más tarde dean rural. Otra colección de sus notas, Lectures on the Vegetable Kingdom with special reference to the Flora of Australia, aparece en 1879. De acuerdo a K. J. Cable, "... Woolls fue muy conocido por la promoción de la Botánica de Australia y por la asistencia a otros estudiosos más que por una obra sistemática de larga escala."
Se retira del ministerio en 1883, viviendo en Sídney por el resto de su vida. Se trató mucho con von Mueller y lo asistió en sus trabajos botánicos. Su siguiente obra, Plants of New South Wales, se publica en 1885, y su Plants Indigenous and Naturalized in the Neighbourhood of Sídney, edición revisada y aumentada de un artículo preparado en 1880, ve la luz en 1891. Fallece de paraplejia en el barrio de Sídney de Burwood; sobrevivido por su tercera mujer.

## Honores

### Epónimos
Género
- (Epacridaceae) Woollsia F.Muell.[3]

Especies
| - (Asclepiadaceae) Tylophora woollsii Benth. - (Asclepiadaceae) Vincetoxicum woollsii (Benth.) Kuntze - (Asteraceae) Enydra woollsii F.Muell. | - (Cyatheaceae) Cyathea woollsiana (F.Muell.) Domin - (Cyatheaceae) Cyathea woollsiana (F.Muell.) Wakef. - (Myrtaceae) Eucalyptus woollsiana R.T.Baker | - (Orchidaceae) Corunastylis woollsii (F.Muell.) D.L.Jones & M.A.Clem. - (Orchidaceae) Oligochaetochilus woollsii (Fitzg.) Szlach. - (Orchidaceae) Pterostylis woollsii Fitzg.]] |